# Augusto Lauro
Augusto Lauro (Tarvisio, 29 novembre 1923 – Cosenza, 7 marzo 2023) è stato un vescovo cattolico italiano.

## Biografia
Nacque il 29 novembre 1923 a Tarvisio.
Il 29 giugno 1947 fu ordinato presbitero dall'arcivescovo di Cosenza Aniello Calcara. Nell'arcidiocesi bruzia ricoprì con grande zelo pastorale l'incarico di assistente diocesano della Gioventù Italiana di Azione Cattolica (GIAC); negli stessi anni fu vice-parroco della parrocchia cosentina di Santa Teresa.
L'8 settembre 1975, all'età di 51 anni, fu eletto vescovo titolare di Bigastro e vescovo ausiliare dell'arcidiocesi di Cosenza e il 28 ottobre dello stesso anno venne consacrato dall'arcivescovo di Cosenza Enea Selis.
Il 7 aprile 1979 papa Giovanni Paolo II lo nominò primo vescovo di San Marco Argentano-Scalea.
Nel 1986 iniziò la visita pastorale diocesana e, dopo averla conclusa, il 31 marzo 1988, durante la messa crismale del Giovedì santo, indisse il primo sinodo della diocesi di San Marco Argentano-Scalea (l'ultimo celebrato nella preesistente diocesi di San Marco risaliva al 1723). Il sinodo "La Diocesi di San Marco Scalea per una Nuova Evangelizzazione" si svolge in tre fasi, durante i successivi 6 anni: una fase antepreparatoria (1988-1992); una fase preparatoria (1992-1994); una fase celebrativa (novembre 1994).
Così spiegò il significato del sinodo su Avvenire del 27 ottobre 1994:
L'8 maggio 1999, dopo aver curato il triennio di preparazione al Giubileo del 2000, lasciò la cattedra della diocesi per raggiunti limiti d'età diventando vescovo emerito.
Fece ritorno nell'arcidiocesi di Cosenza continuando a prestare la propria opera pastorale a servizio del clero cosentino e degli arcivescovi metropoliti Giuseppe Agostino, Salvatore Nunnari e Francescantonio Nolè.
Morì a Cosenza il 7 marzo 2023 all'età di 99 anni. Dopo le esequie, celebrate il 9 marzo nella cattedrale di San Nicola a San Marco Argentano dal vescovo Stefano Rega, è stato sepolto nella cripta dello stesso edificio.

## Genealogia episcopale
La genealogia episcopale è:
- Cardinale Scipione Rebiba
- Cardinale Giulio Antonio Santori
- Cardinale Girolamo Bernerio, O.P.
- Arcivescovo Galeazzo Sanvitale
- Cardinale Ludovico Ludovisi
- Cardinale Luigi Caetani
- Cardinale Ulderico Carpegna
- Cardinale Paluzzo Paluzzi Altieri degli Albertoni
- Papa Benedetto XIII
- Papa Benedetto XIV
- Cardinale Enrico Enriquez
- Arcivescovo Manuel Quintano Bonifaz
- Cardinale Buenaventura Córdoba Espinosa de la Cerda
- Cardinale Giuseppe Maria Doria Pamphilj
- Papa Pio VIII
- Papa Pio IX
- Cardinale Alessandro Franchi
- Cardinale Giovanni Simeoni
- Cardinale Antonio Agliardi
- Vescovo Giacinto Arcangeli
- Cardinale Giuseppe Gamba
- Cardinale Maurilio Fossati, O.SS.G.C.N.
- Vescovo Giovanni Pirastru
- Arcivescovo Enea Selis
- Vescovo Augusto Lauro